# Lost Sphear
Lost Sphear è un videogioco di ruolo sviluppato da Tokyo RPG Factory e pubblicato nel 2017 da Square Enix per PlayStation 4, Nintendo Switch e Microsoft Windows.

## Modalità di gioco
Sviluppato dallo stesso studio di I am Setsuna, Lost Sphear presenta il sistema di combattimento Active Time Battle.